# Johan Gustaf Richert
Johan Gustaf Richert, född 16 maj 1857 i Stockholm, död 4 februari 1934 i Stockholm, var en svensk vattenbyggnadsingenjör, företagare och grundare av AB Vattenbyggnadsbyrån.

## Biografi
Richert var son till Josef Richert och sonson till Johan Gabriel Richert. Han var gift med  Ellen af Billbergh. Bland deras barn fanns diplomaten Arvid Richert och ingenjören Gösta Richert.
Richert tog studenten 1876 och avlade avgångsexamen från Kungliga Tekniska högskolan 1880, var ingenjör vid Stockholms byggnadskontor 1880–81 och vid Göteborgs byggnadskontor 1881–97, konsulterande ingenjör i Stockholm sedan 1897, efter 1902 i egenskap som direktör i det egna företaget AB Vattenbyggnadsbyrån.
Åren 1898–99 tjänstgjorde Richert som extra lärare i vattenbyggnadskonst vid Tekniska högskolan och utnämndes 1903 till förste innehavaren av professur i detta ämne, vilket han tog avsked från 1909, men uppehöll tjänsten till 1911. Richert åtnjöt högt anseende som vattenbyggnadsingenjör och var som grundvattenstekniker känd i hela den tekniska världen, särskilt genom sina metoder för tillverkning av så kallat konstgjort grundvatten, till exempel vid Göteborgs stads vattenledningsverk. 
Richert var ledamot av Stockholms stadsfullmäktige (1904–10), tillhörde drätselnämnden och gasverksstyrelsen samt var ledamot av Första kammaren 1907–09. Han var 1909 ledamot av den så kallade kanalkommittén och 1906–10 av vattenrättskommittén.
Sedan 1908 var Richert överrevisor i Järnvägsstyrelsen, och 1912 ledamot av den så kallade Malmslättskommissionen tillsatt efter järnvägsolyckan i Malmslätt.
Richert var en av Svenska pansarbåtsföreningens stiftare och ledamot av dess styrelse från 1912. 
Richert är begravd på Norra begravningsplatsen i Stockholm.

### Vattenbyggnad
- Om grundvattens förekomst och användning (1891)
- Om offentliga slakthus och kreatursmarknader (1895)
- Om Sveriges grundvattenförhållanden (1911)
- Om vattenledningstryck och eldsläckning (1913)
- Vattenkraftanläggningar i höga norden (1914)
- Ett stort antal tekniska förslag och utredningar för stat, kommuner och enskilda i Sverige och utlandet.

### Varia, resor och memoarer
- Monaco (1923), Åhlén & Åkerlund
- Detektiven i romanen och i verkligheten (1928), Åhlén & Åkerlund
- Minnesanteckningar (1929), Norstedt.

## Utmärkelser
- ledamot av Vetenskaps- och vitterhetssamhället i Göteborg 1905
- ledamot av Vetenskapsakademien 1911
- ledamot av Ingenjörsvetenskapsakademien 1919
- hedersledamot av Örlogsmannasällskapet 1912
- hedersdoktor vid Stockholms högskola 1909
- Polhemspriset 1895 för skriften Om kloakledningars dimensioner och lutningsförhållanden
- Svenska läkaresällskapets 5-års-pris 1900 för Les eaux souterraines artificielles

Richertsgatan i stadsdelen Johanneberg i Göteborg är uppkallad efter honom.